# Jetix
A Jetix egy világszerte sugárzott, megszűnt gyerektévé, az USA-ban műsorblokk volt. A Fox Kids helyét vette át 2004-2005 folyamán, majd 2009-2010-ben a csatornákat vagy Disney XD-re, vagy Disney Channelre nevezték át. Hazánkban a csatornát 2009-ben a Disney Channel váltotta fel, ezen a néven működik máig.

## Története
Elődjét, a Fox Kidset 2001 júniusában megvásárolta a The Walt Disney Company és Jetix műsorblokkot indított a Fox Kids csatornákon. 2005. január 1-jén Jetixre át is nevezték a korábbi csatornát. A Jetix kezdetben megtartotta a Fox Kids által is sugárzott műsorokat, később a műsor saját produkciókkal is bővült. Két műsorblokkja volt a csatornának: a Jetix Play, mely főként az 1980-as és 1990-es évek rajzfilmjeit sugározta (egyes országokban önálló csatornaként is fogható volt), és a Jetix Max.
A Jetix kezdetben 6:00-tól 24:00-ig sugározta műsorait, ez a 2008-as arculatváltáskor bővült ki 24 órásra. 2008-ra a Jetix népszerűsége csökkent a régióban, Magyarországon megelőzte a Cartoon Network vagy a Minimax. A felfelé ívelés érdekében 2008 májusában a Jetix egy új műsorstruktúrát vezetett be. Megjelentek a Disney sztárjai. Megtalálhattuk itt az RTL Klubról már ismert Kis Tini Hőst, vagy a Hannah Montanát, amelyet régebben a Viasat 3 is vetített már. Viszont teljesen új sorozatok premierjei is voltak, amelyeket Magyarországon addig nem adott tévécsatorna, mint a Phineas és Ferb vagy az Amerikai sárkány. Következő év (2009) februárjában a Jetix bemutatta a legújabb Disney-s produkciót, a Varázslók a Waverly-helybőlt. 2009 májusában úgy döntött a Walt Disney Company, hogy Magyarországon és a környező országokban (Csehország, Szlovákia, Románia) a Jetixet átnevezi Disney Csatornára, amelyben vélhetően a Disney sorozatok népszerűsége szerepet játszhatott. 2009. szeptember 18-án a Jetixen már az új csatorna logója volt kint, végül 19-én 6:00-kor elindult a Jetix helyén a megújult Disney Csatorna, amely azóta mind a mai napig új, saját gyártású Disney-sorozatokat mutat be, viszont a régebbi Fox Kidses és Jetixes sorozatokkal fokozatosan szakított az idők folyamán.

## Sorozatok

### A csatorna által sugárzott sorozatok
- A Nascar fenegyerekei
- Andy, a vagány
- A.T.O.M. – Alpha Teens On Machines
- Bigyó felügyelő
- Flamingó kapitány
- Galactik Football
- H2O: Egy vízcsepp elég
- Iggy Arbuckle
- Jimmy Cool
- Kid vs. Kat
- Lazy Town
- Lucky Luke legújabb kalandjai
- Magi-Nation
- Monster Buster Club
- Monster Warriors
- Naruto
- Oban csillagfutama
- Power Rangers - Misztikus erő
- Pokémon
- Pókember
- Pókember határok nélkül
- Quest világa
- Rube, a csodabogár
- Sámán király
- Shuriken School
- Skicc bolygó
- Sonic X
- Sötét jóslat
- Szuper robotmajom csapat akcióban!
- Team Galaxy
- Tofuék
- Totally Spies - Született kémek
- Tutenstein
- Városi rágcsálók
- W.I.T.C.H.
- Yin Yang Yo!

### A Disney-s sorozatok listája
- Amerikai sárkány
- Hannah Montana
- Kim Possible
- Phineas és Ferb
- Varázslók a Waverly helyből

### A Fox Kids-es sorozatok listája
- 3 jóbarát és Jerry (3 Friends & Jerry)
- A kémkutyák titkos aktái
- A kullancs
- Az Addams Family
- Dennis, a komisz
- Diabolik
- Heathcliff
- Jack, a kalóz
- Jim Button
- Kölykök a 402-es tanteremből
- Louie élete
- Marina – A kis hableány
- Mesék Mátyás királyról
- Nyekk, a macska
- Oggy és a svábbogarak
- Pecola
- Rosszkutya
- Sissi hercegnő
- Walter Melon – Szuperhős rendelésre
- Wunschpunsch, a varázskoktél
- X-men

## Jetix Kids Cup
A Jetix Kids Cup (régebben Fox Kids Cup) a Jetix világszerte ismert fociversenye volt, amelyet valamilyen formában a UNICEF is támogatott. A 2002-es versenyben Magyarország is részt vett.

## Jetix Kids Awards
2006-ban a gála alkalmával a gyermekek által kiválasztott jótékonysági szervezetet - a Nemzetközi Gyermekmentő Szolgálatot - ajándékozta meg a Jetix két képviselője. A rendezvényen családokat, iskolákat és állami gondozott intézményben nevelkedő gyerekeket látott vendégül a tévécsatorna. A TV2 június 18-án, a délelőtti műsorblokkjában egy 45 perces összeállításban mutatta be a 2006-os Jetix Kids Awards díjátadó gálát. A díjátadót a Budapest TV is leismételte.

## Cenzúra
A Jetix adása a 6-14 éves korosztályt célozta meg, de mivel erőszakot hirdető, villódzó képek voltak láthatóak bizonyos főműsoridőben sugárzott sorozatokban, ezért az adó sorozatait a külföldi központból cenzúrázták. Az említett erőszakos sorozatokat kizárták a főműsoridőből, és későbbi időpontba helyezték át azokat.